# Skała
Skała is een stad in het Poolse woiwodschap Klein-Polen, gelegen in de powiat Krakowski. De oppervlakte bedraagt 2,97 km², het inwonertal 3702 (2005).

## Geboren
- Karol Domagalski (1989), wielrenner